# Marc Boegner

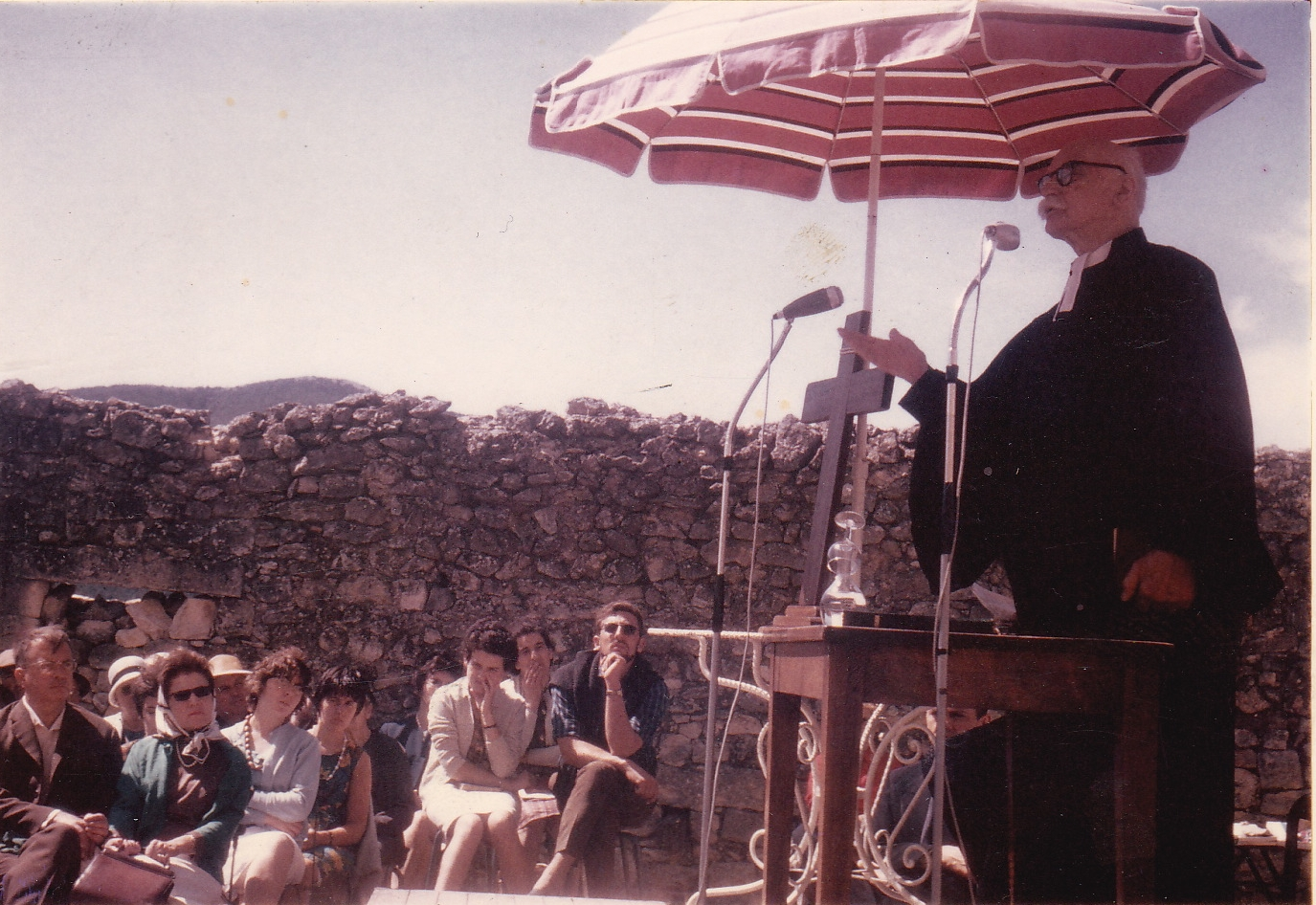
Konferenz in Le Poët-Laval (1965)

Marc Roger Boegner (* 21. Februar 1881 in Épinal, Département Vosges; † 18. Dezember 1970 in Paris) war ein promovierter Theologe und Pastor der Reformierten Kirche von Frankreich, in deren Organisationen er hohe Funktionen ausübte. Er publizierte theologische Werke. Er setzte sich während des Zweiten Weltkrieges für Verfolgte und Flüchtlinge ein, suchte nach dem Zweiten Weltkrieg wieder die Verbindung zur Evangelischen Kirche in Deutschland und war seit 1962 Mitglied der Académie française.

## Leben
Der aus einer protestantisch-patriotisch-republikanischen Familie stammende Boegner war ein Sohn des Präfekten des Départements Vosges, Paul Boegner. Ein Bruder seines Vaters war der Pfarrer und Gründer der Société des missions évangéliques de Paris Alfred Boegner, ein Bruder seiner Mutter der Pfarrer und religiöse Sozialist Tommy Fallot. Boegner verbrachte seine ersten Lebensjahre in Épinal, ehe er mit der Familie nach Orléans verzog, wo er Charles Péguy kennenlernte. Nach Beendigung seiner Sekundarschulbildung an der École Alsacienne in Paris besuchte er eine Vorbereitungsklasse für die Handelsmarine am Lycée Lakanal in Sceaux.
Wegen einer beginnenden Kurzsichtigkeit konnte er eine Laufbahn bei der Marine allerdings nicht beginnen und begann anschließend ein Studium der Rechtswissenschaften, das er 1901 mit dem Lizenziat abschloss. Im Anschluss nahm er an der Faculté de théologie protestante de Paris ein Studium der Evangelischen Theologie auf und beendete dieses 1905 mit der Promotion zum Doktor der Theologie mit einer Dissertation zum Thema Les Catéchismes de Calvin, étude d’histoire et de catéchétique.
Nach seiner Ordination wurde er als Nachfolger seines Onkels Fallot Pastor der Gemeinde Aouste-sur-Sye im Département Drôme, ehe er 1911 Lehrer am Missionshaus der Société des missions évangéliques de Paris wurde. Nach seiner Promotion zum Lizentiaten der Theologie 1914 diente er als Sanitäter im Ersten Weltkrieg. 1918 übernahm er das Pfarramt der Pariser Gemeinde Passy, das er bis 1953 bekleidete. Hier wurde 1934 Pierre Maury sein Kollege, mit dem ihn bald eine enge Freundschaft und Arbeitsgemeinschaft verband. 1929 wurde er durch Rundfunkpredigten landesweit bekannt.
Schon bald spielte Boegner eine führende Rolle bei der Entwicklung und Organisation des Protestantismus, sowohl auf nationaler als auch auf internationaler Ebene. Seit 1912 war er, persönlich geprägt von John Raleigh Mott, im Christlichen Studenten-Weltbund (WCSF) engagiert und hatte von 1923 bis 1935 den Vorsitz seines französischen Zweigs inne. Sein Wunsch der Vereinigung der Protestanten verwirklichte sich 1929 in der Gründung des Protestantischen Bundes von Frankreich, dessen Präsident Boegner wurde und bis 1961 blieb. Zugleich war er von 1938 bis 1950 Vorsitzender des Nationalrates der Reformierten Kirche von Frankreich, die sich – nicht zuletzt dank seines Einsatzes – nach jahrzehntelanger Zersplitterung wieder vereinigt hatte.
Nach der Besetzung Frankreichs durch die Deutschen ließ Boegner sich Anfang 1941 vorübergehend in Nîmes im unbesetzten Vichy-Frankreich nieder. Obwohl er kein erklärter Gegner von Ex-Marschall Philippe Pétain war und später in den Gerichtsverfahren gegen diesen zu dessen Gunsten aussagte, trat er jedoch in seinen Positionen dafür ein, die Notlage der Juden in Frankreich zu verbessern und diese ebenso zu verteidigen und zu retten wie zahlreiche politische Flüchtlinge. So förderte er die Tätigkeit des 1940 mit seiner Unterstützung gegründeten Flüchtlingshilfswerks CIMADE. Er war der erste führende Geistliche in Frankreich, der öffentlich gegen die Verfolgung der Juden eintrat. Während dieser Zeit arbeitete er auch mit dem deutschen Pfarrer Frederik J. Forell zusammen, dem als Gegner des Nationalsozialismus 1933 die Pfarrertätigkeit entzogen wurde und der später nach Frankreich floh. Am 26. November 1987 erklärte Yad Vashem ihn als einen der Gerechten unter den Völkern.
Nach der Befreiung von Paris im Sommer 1944 kehrte Boegner nach Paris zurück, widmete sich aber weiter auch seinen zahlreichen Ehrenämtern im französischen Protestantismus und in der Ökumene. Von 1945 bis 1968 war er Vorsitzender der Société des missions évangéliques de Paris. Schon seit 1939 einer der Vizepräsidenten des in Gründung befindlichen Ökumenischen Rates der Kirchen, spielte er eine führende Rolle bei dessen Gründungsversammlung im August 1948 in Amsterdam und amtierte bis 1954 als einer von dessen Präsidenten. Am 1. Februar 1950 war er darüber hinaus Initiator der Conférence des Églises protestantes des pays latins d'Europe, einer Versammlung protestantischer Kirchen aus Belgien, Frankreich, Italien, Portugal, der Schweiz und Spanien. Als ökumenischer Beobachter nahm er an der dritten und vierten Sitzung des Zweiten Vatikanischen Konzils teil.

## Ehrungen
Boegner wurde von zahlreichen ausländischen Universitäten (u. a. Edinburgh und Toronto) mit Ehrendoktorwürden ausgezeichnet. 1946 wurde er Mitglied und 1960 Präsident der Académie des sciences morales et politiques. Am 8. November 1962 wurde er als Nachfolger von François Albert-Buisson zudem zum Mitglied der Académie française und nahm dort als eines der ältesten jemals gewählten Mitglieder (und als erster evangelischer Theologe) bis zu seinem Tode den zweiten Sitz (Fauteuil 2) ein. 1964 erhielt er das Großoffizierskreuz der Ehrenlegion.
1980 wurde ihm zu Ehren die Rue du Pasteur Marc Boegner im 16. Pariser Arrondissement benannt. Auch im 9. Arrondissement Lyons ist eine Straße nach ihm benannt.

## Veröffentlichungen
Neben seinen zahlreichen Ämtern verfasste Boegner mehrere Bücher. Zu seinen bekanntesten Veröffentlichungen gehören:
- The Unity of the Church. Coueslant, Alençon, 1914.
- La vie et la pensée de T. Fallot. 2 Bände. Berger-Levrault u. a., Paris 1914–1926;
  - Band 1: La préparation (1844–1872). 1914 (Paris, Thèse de Licence, 1914);
  - Band 2: L'achèvement (1872–1904). 1926 (Paris, Thèse de Doctorat, 1926).
- L'influence de la Réforme sur le développement du droit international. In: Académie de Droit International de La Haye. Recueil des cours. Bd. 6, Nr. 1, 1925, ZDB-ID 128700-x, S. 241–324.
- Le Christianisme et le monde moderne. Fischbacher, Paris 1928.
- Les missions protestantes et le droit international. In: Académie de Droit International de La Haye. Recueil des cours. Bd. 29, Nr. 4, 1929, S. 187–286.
- Dieu, l'éternel tourment des hommes. Éditions „Je Sers“, Clamart 1929.
  - God, the eternal torment of man. New York, London, Harper 1931.
- Jésus-Christ. Éditions „Je Sers“, Paris 1930.
- T. Fallot. L'homme et l'œuvre. Éditions „Je Sers“, Paris 1930.
- Qu'est-ce que l'Église? Éditions „Je Sers“, Paris 1931.
- L'Église et les questions du temps présent. Éditions „Je Sers“, Paris 1932.
- La vie chrétienne. Éditions „Je Sers“, Paris 1933.
- Le Christ devant la souffrance et devant la joie. Éditions „Je Sers“, Paris 1935.
- L'Évangile et le Racisme. Éditions „Je Sers“, Paris 1939.
- Le problème de l'unité chrétienne. Éditions „Je Sers“, Paris 1946.
- La prière de l'Église universelle. Éditions Berger-Levrault, Paris 1951.
- La vie triomphante. Éditions Berger-Levrault, Paris 1954.
- Le Chrétien et la souffrance. Éditions Berger-Levrault, Paris 1956.
- Les sept paroles de la Croix: Éditions Berger-Levrault, Paris 1957.
- Notre vocation à la sainteté Éditions Berger-Levrault, Paris 1958
- L'Exigence œcuménique. Souvenirs et perspectives. Michel, Paris 1968.
  - Ein Leben für die Ökumene. Erinnerungen und Ausblicke. Josef Knecht u. a., Frankfurt am Main u. a. 1970.

1992 gab sein Sohn Philippe Boegner das Buch Carnets du pasteur Boegner. 1940–1945. Fayard, Paris 1992, ISBN 2-213-02866-4, heraus, das Tagebuchtexte und Essays seines Vaters aus den Jahren 1940 bis 1945 enthält.